# Technické památky v Česku

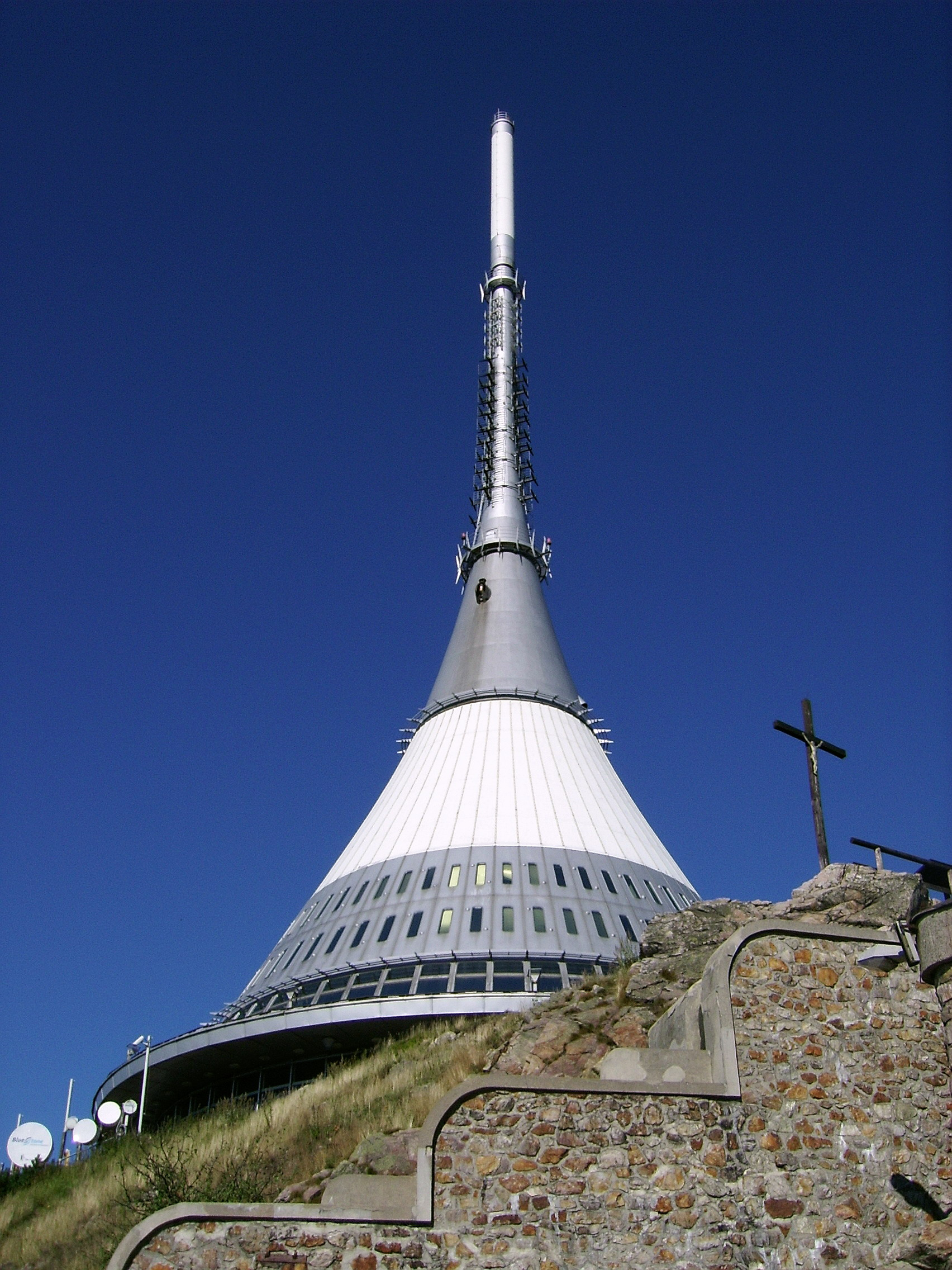
Technická památka hotel a vysílač Ještěd

Mezi technické památky počítá Národní památkový ústav ty kulturní památky České republiky, které souvisejí s těžbou, výrobou, dopravou a skladováním, tedy například mostky, sýpky, mlýny, sušárny, hospodářské stavby, vinné sklepy a průmyslové objekty. Oblasti se v Česku věnuje specializované pracoviště Národního památkového ústavu. NPÚ eviduje více než 2500 technických objektů a zařízení, které jsou chráněny jako nemovitá nebo movitá kulturní památka, národní kulturní památka nebo jako součást památkové rezervace nebo památkové zóny.

## Historie
K uznávání historických, ale často i výtvarných či architektonických hodnot technických památek se přistoupilo již zhruba od první poloviny 20. století. V současnosti se v Česku nachází více než 2500 technických objektů a zařízení, které jsou chráněny jako nemovité či movité kulturní památky či coby součásti památkových rezervací a zón, případně patřící do krajinných památkových zón.
Poznáním, dokumentací a ochranou technických a průmyslových památek v ČR se od roku 2014 věnuje Metodické centrum průmyslového dědictví v Ostravě.

## Objekty
Typicky jde o objekty či zařízení, jež souvisejí s výrobou, těžbou, skladováním či dopravou. Mezi nimi tvoří velkou část budovy hospodářského charakteru jako mlýny, sýpky, sušárny či vinné sklepy, dále budovy průmyslové, ale patří mezi ně také stavby veřejného využití, jako jsou například mosty.
- Důlní stavby – lomy a doly
- Energetika – elektrárny, rozvody a zásobníky
- Komunikace – silnice, železnice, vodní a letecká doprava, lanové dráhy, mosty a tunely
- Mlýny a hamry
- Továrny a vápenky, hutě, zpracování dřeva
- Vodohospodářství – jezy, nádrže, vodárny, vodárenské věže, čističky a kanalizace, náhony
- Vojenské objekty – historická i moderní opevnění a kryty, výcvikové objekty
- Výškové stavby – měřičské věže, vysílačky a radary
- Zemědělství, potravinářství – statky, farmy, pivovary, cukrovary, rybníkářské objekty, skladovací prostory

Na mezinárodní úrovni se technické památky označují jako Industrial heritage sites. 

## Galerie
Fotogalerie 

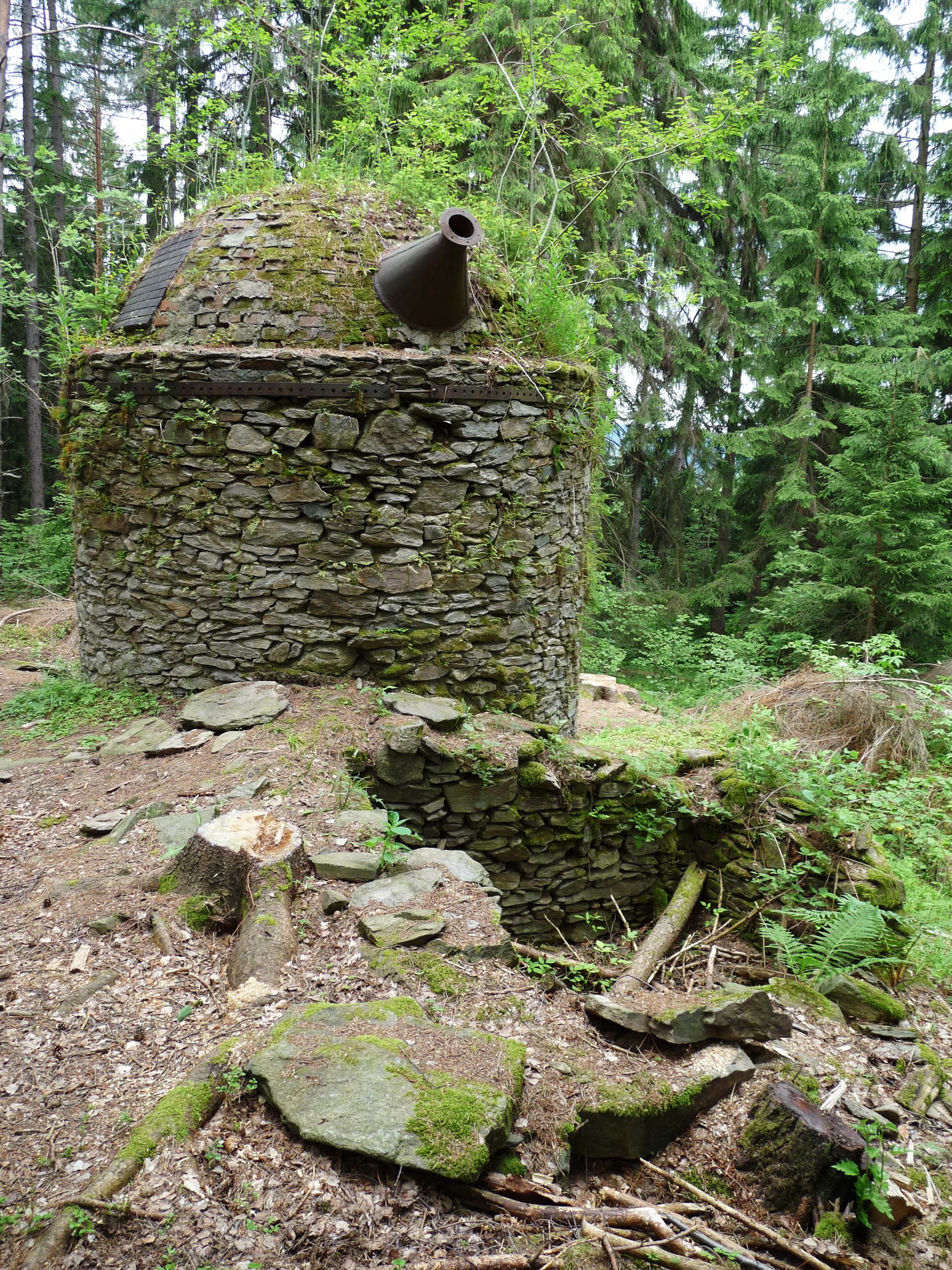
Radkovská smolná pec
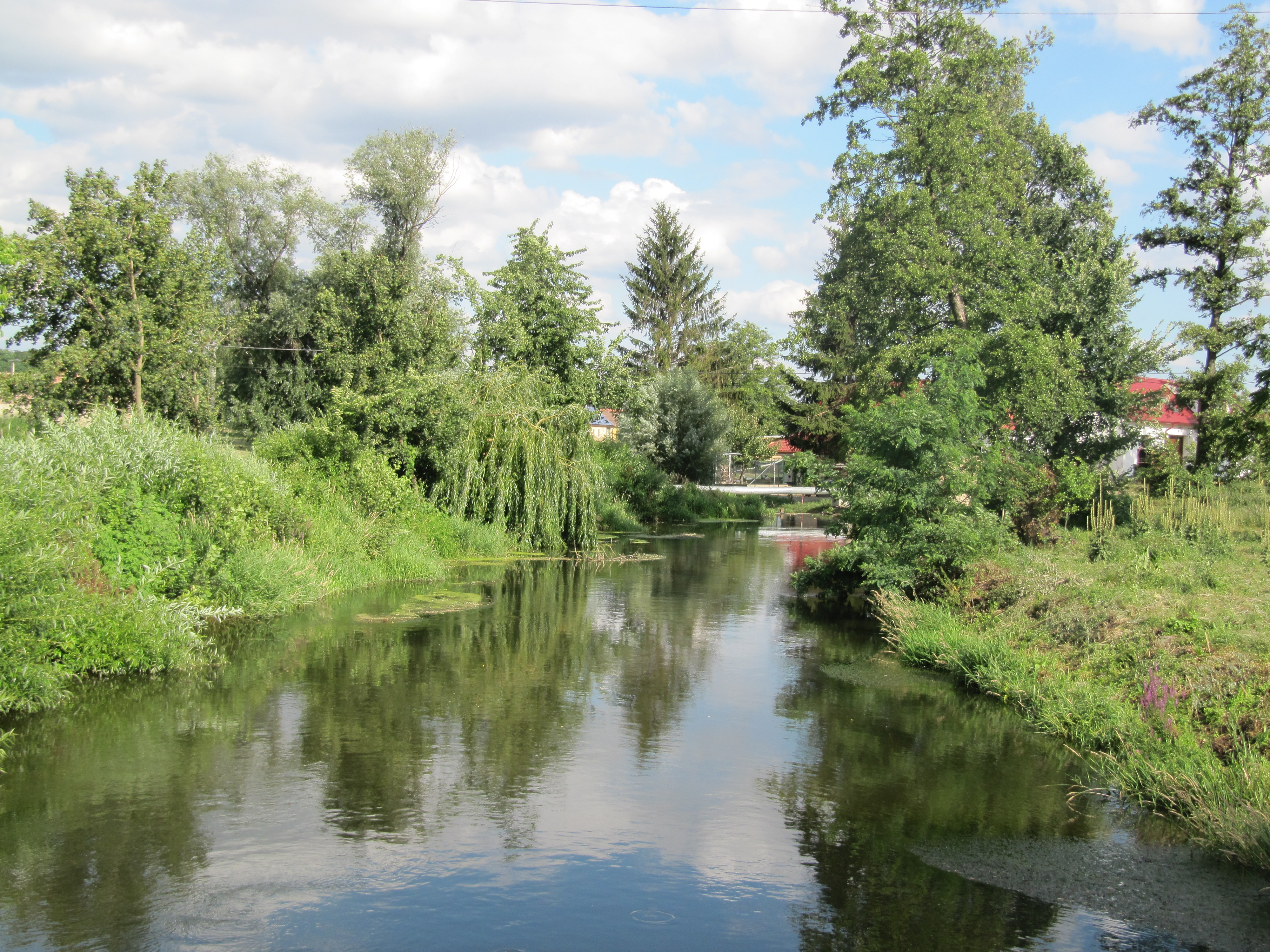
Dyjsko-mlýnský náhon v Oleksovičkách
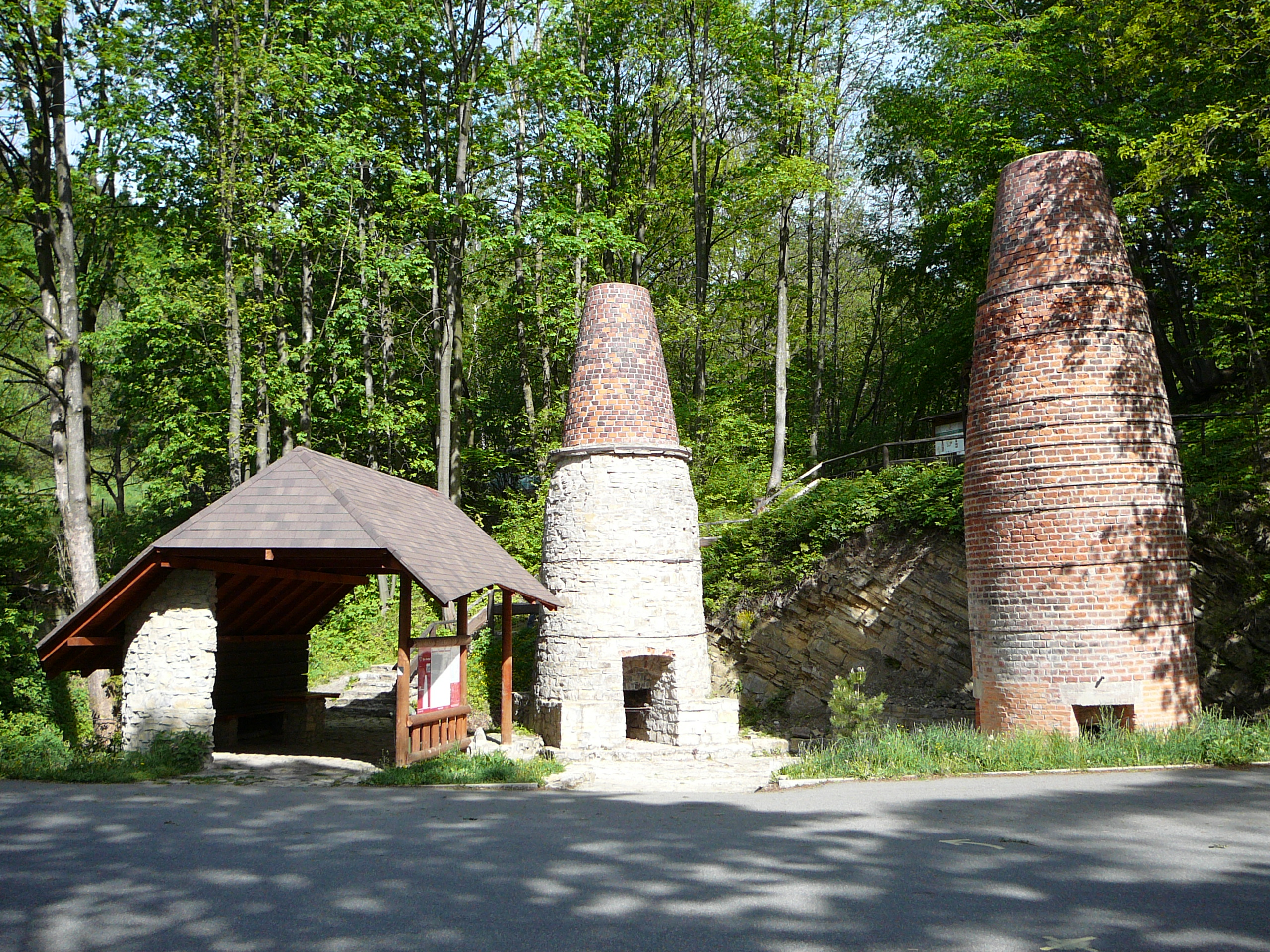
Vendryňské vápenky
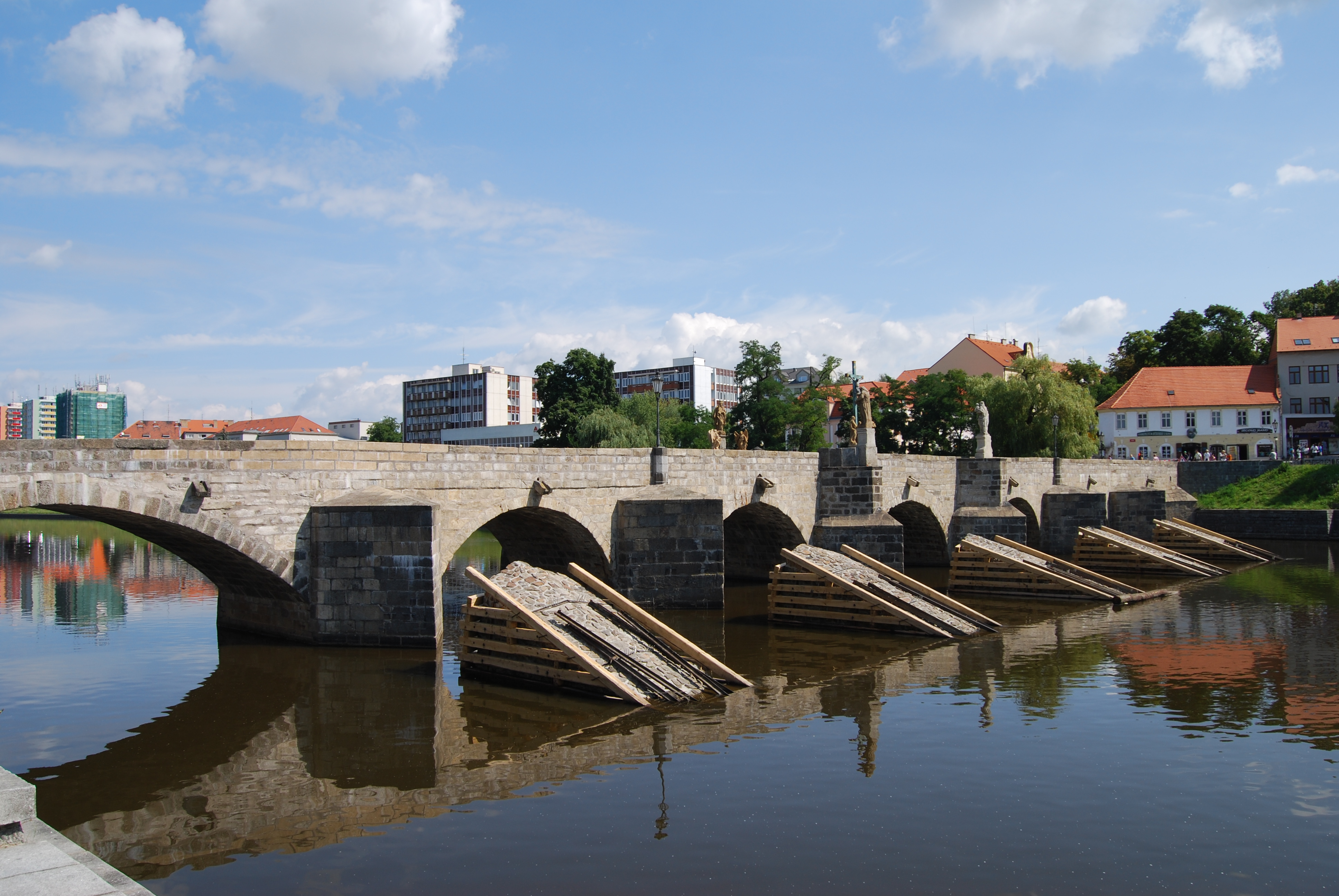
Nejstarší most v ČR (Písek)
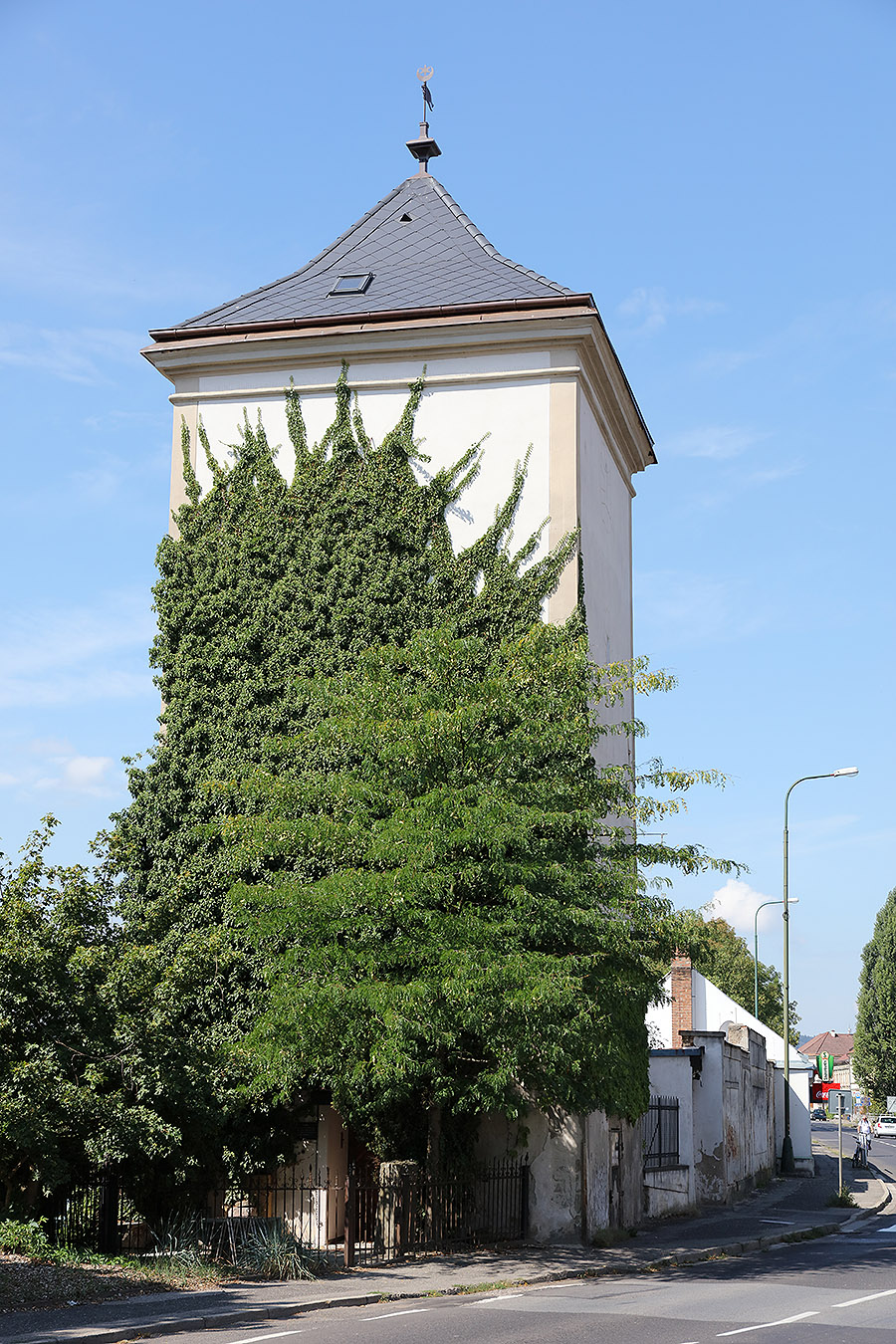
Vodárenská věž v Jičíně